# NGC 3554
NGC 3554 (również PGC 33948) – galaktyka eliptyczna (E), znajdująca się w gwiazdozbiorze Wielkiej Niedźwiedzicy. Odkrył ją John Herschel 24 grudnia 1827 roku. Należy do gromady galaktyk Abell 1185.